# Дискография Леди Гаги
Дискография американской певицы Леди Гаги включает в себя восемь студийных альбомов, четыре мини-альбома, 37 синглов (в том числе один как приглашённый исполнитель), 14 промосинглов, один видеоальбом, один альбом саундтреков и восемнадцать видеоклипов. По состоянию на декабрь 2018 продажи Леди Гаги в мире составили 226 миллионов копий (более 30 миллионов альбомов). В Соединённых Штатах её альбомы разошлись тиражом почти 7.2 миллиона экземпляров по состоянию на июнь 2011 года.
Дебютом Гаги стал студийный альбом The Fame, вышедший в августе 2008 года. По состоянию на июнь 2016 было продано более 18 миллионов копий во всём мире. The Fame достиг второй строчки в Соединенных Штатах и впоследствии ему был присвоен трижды платиновый статус, а также альбом имел большой успех в Европе, где он возглавил чарты в Германии и Великобритании. Первые два сингла «Just Dance» и «Poker Face» заняли первые строчки чартов большинства стран мира, достигнув первой строчки в США, Австралии, Канаде и Великобритании. Третьим синглом альбома стал «Eh, Eh (Nothing Else I Can Say)», который был издан в нескольких странах, достигнув только лучшей двадцатки песен в Австралии, Новой Зеландии и Швеции. «LoveGame» был издан третьим синглом в некоторых Европейских странах и Северной Америке, а также стал четвёртым синглом в Океании и Великобритании. «Paparazzi» был издан третьим синглом в Великобритании после «Poker Face», в Австралии — пятым синглом после «LoveGame». «Paparazzi» достиг пятерки лучших песен в Австралии, Канаде, Ирландии, Великобритании, и вошел в лучшую десятку песен Новой Зеландии и Соединенных Штатов.
Первый сингл «Bad Romance» с третьего мини-альбома The Fame Monster стал хитом номер 1 в Канаде, Ирландии, Великобритании, а также занял вторую строчку главных чартов Соединенных Штатов и Австралии. Lady Gaga также сотрудничала со многими артистами, такими как: New Kids on the Block, Бритни Спирс и Claude Kelly.

## Альбомы

### Студийные альбомы
| Альбом | Места в чартах | Места в чартах | Места в чартах | Места в чартах | Места в чартах | Места в чартах | Места в чартах | Места в чартах | Места в чартах | Места в чартах | Продажи                                                                           | Статус |
| Альбом | US             | AUS            | AUT            | CAN            | FRA            | GER            | ITA            | NZ             | SWE            | UK             | Продажи                                                                           | Статус |
| --- | -------------- | -------------- | -------------- | -------------- | -------------- | -------------- | -------------- | -------------- | -------------- | -------------- | --------------------------------------------------------------------------------- | --- |
| The Fame - Выпущен: 19 августа 2008 - Лейбл: Streamline, Kon Live, Cherrytree, Interscope - Формат: CD, цифровая дистрибуция, USB-флеш-накопитель, LP | 2              | 3              | 1              | 1              | 2              | 1              | 13             | 1              | 15             | 1              | - США: 4,830,000 - Канада: 315,000 - Франция: 700,000 - Великобритания: 3,074,496 | - RIAA: 6× Платиновый - ARIA: 6× Платиновый - BPI: 11× Platinum - BVMI: 6× Платиновый - FIMI: 5× Платиновый - IFPI AUT: 7× Платиновый - IFPI SWI: 4× Платиновый - MC: 7× Платиновый - SNEP: Бриллиантовый               |
| Born This Way - Выпущен: 23 мая 2011 - Лейбл: Streamline, Kon Live, Interscope - Формат: CD, цифровая дистрибуция, LP                                 | 1              | 1              | 1              | 1              | 1              | 1              | 1              | 1              | 1              | 1              | - США: 2,430,000 - Канада: 93,000 - Франция: 237,000 - Великобритания: 1,050,000  | - RIAA: 4× Платиновый - ARIA: 3× Платиновый - BPI: 3× Платиновый - BVMI: 3× Золотой - FIMI: 2× Платиновый - IFPI AUT: Платиновый - IFPI SWI: Платиновый - MC: 6× Платиновый - RMNZ: 2× Платиновый - SNEP: 2× Платиновый |
| Artpop - Выпущен: 11 ноября 2013 - Лейбл: Interscope - Формат: CD, цифровая дистрибуция, LP                                                           | 1              | 2              | 1              | 3              | 3              | 3              | 2              | 2              | 6              | 1              | - США: 781,000 - Франция: 60,000 - Великобритания: 256,000                        | - RIAA: Платиновый - ARIA: Золотой - BPI: Золотой - FIMI: Золотой - IFPI AUT: Золотой - IFPI SWI: Платиновый - MC: Платиновый - RMNZ: Золотой - SNEP: Платиновый                                                        |
| Joanne - Выпущен: 21 октября 2016 - Лейбл: Interscope - Формат: CD, цифровая дистрибуция, LP                                                          | 1              | 2              | 3              | 2              | 9              | 6              | 2              | 2              | 3              | 3              | - США: 649,000 - Франция: 20,000 - Великобритания: 168,564                        | - RIAA: Платиновый - ARIA: Золотой - BPI: Золотой - FIMI: Золотой - IFPI AUT: Золотой - MC: Золотой - RMNZ: Платиновый - SNEP: Золотой                                                                                  |
| Chromatica - Выпущен: 29 мая 2020 - Лейбл: Interscope - Формат: CD, цифровая дистрибуция, LP, кассета                                                 | 1              | 1              | 1              | 1              | 1              | 3              | 1              | 1              | 2              | 1              | - США: 331,000 - Канада: 30,000 - Франция: 36,300 - Великобритания: 31,709        | - RIAA: Платиновый - ARIA: Золотой - BPI: Золотой - FIMI: Платиновый - IFPI AUT: Золотой - IFPI SWI: Золотой - MC: Платиновый - RMNZ: Платиновый - SNEP: Платиновый                                                     |
| Mayhem - Выпущен: 7 марта 2025 - Лейбл: Streamline, Interscope - Формат: CD, цифровая дистрибуция, LP, кассета                                        | 1              | 1              | 1              | 1              | 2              | 1              | 1              | 1              | 2              | 1              |                                                                                   | - BPI: Золотой - MC: Золотой - SNEP: Золотой |

### Совместный альбом
| Альбом | Места в чартах | Места в чартах | Места в чартах | Места в чартах | Места в чартах | Места в чартах | Места в чартах | Места в чартах | Места в чартах | Места в чартах | Продажи                          | Статус                                                             |
| Альбом | US             | AUS            | AUT            | CAN            | FRA            | GER            | ITA            | NZ             | SWE            | UK             | Продажи                          | Статус                                                             |
| --- | -------------- | -------------- | -------------- | -------------- | -------------- | -------------- | -------------- | -------------- | -------------- | -------------- | -------------------------------- | ------------------------------------------------------------------ |
| Cheek to Cheek (совместно с Тони Беннеттом) - Выпущен: 23 сентября 2014 - Лейбл: Interscope, Columbia Records - Формат: CD, цифровая дистрибуция, LP | 1              | 7              | 6              | 3              | 9              | 12             | 6              | 3              | 1              | 10             | - США: 773,000 - Франция: 40,000 | - RIAA: Золотой - ARIA: Золотой - BPI: Серебряный - MC: Платиновый |
| Love for Sale (совместно с Тони Беннеттом) - Выпущен: 1 октября 2021 - Лейбл: Interscope, Columbia Records - Формат: CD, цифровая дистрибуция, LP    | 8              | 11             | 4              | 33             | 6              | 5              | 8              | —              | —              | 6              | - США: 38,000                    | —                                                                  |

### Саундтрек
| Название                                                                              | Детали                                                                                           | Места в чартах | Места в чартах | Места в чартах | Места в чартах | Места в чартах | Места в чартах | Места в чартах | Места в чартах | Места в чартах | Места в чартах | Продажи                                                                         | Сертификации |
| Название                                                                              | Детали                                                                                           | US             | AUS            | AUT            | CAN            | FRA            | GER            | ITA            | NZ             | SWI            | UK             | Продажи                                                                         | Сертификации |
| ------------------------------------------------------------------------------------- | ------------------------------------------------------------------------------------------------ | -------------- | -------------- | -------------- | -------------- | -------------- | -------------- | -------------- | -------------- | -------------- | -------------- | ------------------------------------------------------------------------------- | --- |
| A Star Is Born (совместно с Брэдли Купером)                                           | - Выпущен: 5 октября 2018 - лейбл: Interscope - Формат: CD, цифровая дистрибуция, LP, стриминг   | 1              | 1              | 2              | 1              | 5              | 5              | 4              | 1              | 1              | 1              | - США: 1,148,000 - Канада: 157,000 - Франция: 340,000 - Великобритания: 544,913 | - RIAA: 2× Платиновый - ARIA: 3× Платиновый - BPI: 2× Платиновый - BVMI: Платиновый - FIMI: 3× Платиновый - IFPI AUT: 3× Платиновый - IFPI SWI: Платиновый - MC: 3× Платиновый - RMNZ: 6× Платиновый - SNEP: Бриллиантовый |
| Top Gun: Maverick (совместно с Лорном Балфом, Харольдом Фальтермайер и Хансом Циммер) | - Выпущен: 27 мая 2022 - лейбл: Interscope - Формат: CD, цифровая дистрибуция, LP, стриминг      | 17             | 11             | 7              | 23             | 17             | 16             | 74             | 16             | 3              | —              |                                                                                 | - BPI: Серебро - IFPI SWI: Золотой - RMNZ: Платиновый - SNEP: Платиновый |
| Harlequin                                                                             | - Выпущен: 27 сентября 2024 - лейбл: Interscope - Формат: CD, цифровая дистрибуция, LP, стриминг | 20             | 40             | 8              | 66             | 10             | 9              | 12             | 28             | 4              | 11             |                                                                                 | |
| Джокер: Безумие на двоих (совместно с Хоакином Фениксом)                              | - Выпущен: 4 октября 2024 - лейбл: Interscope - Формат: CD, цифровая дистрибуция, LP, стриминг   | —              | —              | 10             | —              | 39             | 43             | 92             | —              | 21             | —              |                                                                                 | |

### Переиздания
| Альбом | Места в чартах | Места в чартах | Места в чартах | Места в чартах | Места в чартах | Места в чартах | Места в чартах | Места в чартах | Места в чартах | Места в чартах | Продажи                                               | Статус |
| Альбом | US             | AUS            | AUT            | CAN            | FRA            | GER            | ITA            | NZ             | SWE            | UK             | Продажи                                               | Статус |
| --- | -------------- | -------------- | -------------- | -------------- | -------------- | -------------- | -------------- | -------------- | -------------- | -------------- | ----------------------------------------------------- | --- |
| The Fame Monster - Выпущен: 18 ноября 2009 - лейбл: Streamline, KonLive, Cherrytree, Interscope - Формат: CD, цифровая дистрибуция, LP, стриминг | 5              | 1              | 1              | 6              | 13             | 1              | 2              | 1              | 2              | —              | - США: 1,650,000 - Франция: 300,000 - Япония: 548,000 | - RIAA: 5× Платиновый - ARIA: 4× Платиновый - BEA: 2× Платиновый - GLF: Платиновый - MC: Бриллиантовый - NVPI: 2× Платиновый - RMNZ: 9× Платиновый |
| Born This Way The Tenth Anniversary - Выпущен: 25 июня 2021 - лейбл: Interscope - Формат: CD, цифровая дистрибуция, LP, стриминг                 | —              | —              | —              | —              | —              | —              | —              | —              | —              | —              |                                                       | |

### Альбомы ремиксов
| Альбом | Места в чартах | Места в чартах | Места в чартах | Места в чартах | Места в чартах | Места в чартах | Места в чартах | Места в чартах | Места в чартах | Места в чартах | Продажи                                                    | Статус                            |
| Альбом | US             | AUS            | AUT            | CAN            | FRA            | GER            | ITA            | NZ             | SWE            | UK             | Продажи                                                    | Статус                            |
| --- | -------------- | -------------- | -------------- | -------------- | -------------- | -------------- | -------------- | -------------- | -------------- | -------------- | ---------------------------------------------------------- | --------------------------------- |
| The Remix - Выпущен: 3 марта 2010 - Лейбл: Streamline, KonLive, Cherrytree, Interscope - Формат: CD, цифровая дистрибуция, LP, стриминг       | 6              | 12             | —              | 5              | 19             | —              | 22             | 9              | 40             | 3              | - США: 316,000 - Франция: 50,000 - Великобритания: 166,440 | - BPI: Золотой - RIAJ: Платиновый |
| Born This Way – The Remix - Выпущен: 21 ноября 2011 - Лейбл: Streamline, KonLive, Interscope - Формат: CD, цифровая дистрибуция, LP, стриминг | 105            | 62             | —              | 49             | 71             | —              | 89             | —              | —              | 77             | - США: 62,000 - Франция: 10,000 - Великобритания: 16,094   | - RIAJ: Золотой                   |
| Dawn of Chromatica - Выпущен: 3 сентября 2021 - Лейбл: Streamline, Interscope - Формат: CD, цифровая дистрибуция, LP, стриминг                | 66             | 31             | —              | 89             | 108            | —              | 49             | 32             | —              | 56             |                                                            |                                   |

### Видео альбомы
| Альбом | Места в чартах | Места в чартах | Места в чартах | Места в чартах | Места в чартах | Места в чартах | Места в чартах | Места в чартах | Места в чартах | Места в чартах | Продажи | Статус                                                     |
| Альбом | US             | AUS            | AUT            | CAN            | FRA            | GER            | ITA            | NZ             | SWE            | UK             | Продажи | Статус                                                     |
| --- | -------------- | -------------- | -------------- | -------------- | -------------- | -------------- | -------------- | -------------- | -------------- | -------------- | ------- | ---------------------------------------------------------- |
| Lady Gaga Presents the Monster Ball Tour: At Madison Square Garden - Выпущен: 21 ноября 2011 - Лейбл: Streamline, KonLive, Interscope - Формат: Blu-ray, цифровая дистрибуция, DVD | 1              | 2              | 5              | —              | 1              | 55             | 1              | —              | 5              | 4              |         | - ARIA: 2× Платиновый - BPI: Золотой - SNEP: 2× Платиновый |
| Tony Bennett and Lady Gaga: Cheek to Cheek Live! - Выпущен: 20 января 2015 - Лейбл: Streamline, Columbia, Interscope - Формат: Blu-ray, цифровая дистрибуция, DVD, LP              | 1              | 3              | 7              | —              | 3              | —              | 3              | —              | —              | 10             |         |                                                            |

### Сборники
| Сборник | Места в чартах | Места в чартах | Места в чартах | Места в чартах | Места в чартах | Места в чартах | Места в чартах | Продажи |
| Сборник | US             | AUS            | CAN            | FRA            | IRE            | NZ             | UK             | Продажи |
| --- | -------------- | -------------- | -------------- | -------------- | -------------- | -------------- | -------------- | ------- |
| The Singles - Выпущен: 8 декабря 2010 - Лейбл: Universal Music Japan - Формат: CD                                  | —              | —              | —              | —              | —              | —              | —              |         |
| Born This Way: The Collection - Выпущен: 21 ноября 2011 - Лейбл: Streamline, Interscope, Kon Live - Формат: CD/DVD | —              | —              | —              | —              | —              | —              | —              |         |
| «—» означает, что релиз не попал в чарт страны или не был издан.                                                   |                |                |                |                |                |                |                |         |

### Мини-альбомы
| Мини-альбом | Места в чартах | Места в чартах | Места в чартах | Места в чартах | Продажи       | Статус |
| Мини-альбом | US             | AUS            | CAN            | FRA            | Продажи       | Статус |
| --- | -------------- | -------------- | -------------- | -------------- | ------------- | ------ |
| The Cherrytree Sessions - Выпущен: 3 февраля 2009 - Лейбл: Streamline, Kon Live, Cherrytree, Interscope - Формат: CD, цифровая дистрибуция | —              | —              | —              | —              | - США: 9 000  |        |
| Hitmixes - Выпущен: 25 августа 2009 - Лейбл: Streamline, Kon Live, Cherrytree, Interscope - Формат: CD                                     | —              | —              | 8              | —              |               |        |
| A Very Gaga Holiday - Выпущен: 22 ноября 2011 - Лейбл: Streamline, KonLive, Interscope - Формат: цифровая дистрибуция, стриминг            | 52             | —              | 74             | —              | - США: 46,000 |        |
| Live from the Apollo (as Broadcast on Sirius XM) - Выпущен: 28 июня 2019 - Лейбл: Interscope - Формат: стриминг                            | —              | —              | —              | —              |               |        |
| «—» означает, что релиз не попал в чарт страны или не был издан.                                                                           |                |                |                |                |               |        |

## Синглы

### Как основной исполнитель
| Название                                                              | Год  | Места в чартах | Места в чартах | Места в чартах | Места в чартах | Места в чартах | Места в чартах | Места в чартах | Места в чартах | Места в чартах | Места в чартах | Места в чартах | Продажи                                                                           | Статус | Альбом              |
| Название                                                              | Год  | US             | AUS            | AUT            | CAN            | FRA            | GER            | ITA            | NZ             | RUS            | SWE            | UK             | Продажи                                                                           | Статус | Альбом              |
| --------------------------------------------------------------------- | ---- | -------------- | -------------- | -------------- | -------------- | -------------- | -------------- | -------------- | -------------- | -------------- | -------------- | -------------- | --------------------------------------------------------------------------------- | --- | ------------------- |
| «Just Dance» (при участии Колби О’Донис)                              | 2008 | 1              | 1              | 8              | 1              | 14             | 10             | 36             | 3              | 9              | 3              | 1              | - США: 7,200,000 - Канада: 174,000 - Франция: 88,000 - Великобритания: 968,000    | - RIAA: 11× Платиновый - ARIA: 12× Платиновый - BPI: 3× Платиновый - BVMI: 2× Платиновый - FIMI: Платиновый - IFPI AUT: 2× Платиновый - IFPI SWI: 2× Платиновый - MC: Бриллиантовый - RMNZ: 4× Платиновый                      | The Fame            |
| «Poker Face»                                                          | 2008 | 1              | 1              | 1              | 1              | 1              | 1              | 2              | 1              | 2              | 1              | 1              | - США: 7,500,000 - Канада: 315,000 - Франция: 300,000 - Великобритания: 1,190,000 | - RIAA: Бриллиантовый - ARIA: 15× Платиновый - BPI: 4× Платиновый - BVMI: 4× Платиновый - FIMI: 2× Платиновый - IFPI AUT: 2× Платиновый - IFPI SWI: 3× Платиновый - MC: Бриллиантовый - RMNZ: 5× Платиновый                    | The Fame            |
| «Eh, Eh (Nothing Else I Can Say)»                                     | 2009 | —              | 15             | —              | 68             | 7              | —              | —              | 9              | —              | —              | —              | - Франция: 52,000                                                                 | - RIAA: Золотой - ARIA: Платиновый - RMNZ: Золотой | The Fame            |
| «LoveGame»                                                            | 2009 | 5              | 4              | 6              | 2              | 5              | 7              | —              | 12             | —              | 12             | 19             | - США: 2,670,000 - Франция: 74,000                                                | - RIAA: 3× Платиновый - ARIA: 4× Платиновый - BPI: Платиновый - BVMI: Золотой - IFPI AUT: Золотой - MC: 2× Платиновый - RMNZ: Платиновый                                                                                       | The Fame            |
| «Paparazzi»                                                           | 2009 | 6              | 2              | 3              | 3              | 6              | 1              | 3              | 5              | 8              | 22             | 4              | - США: 3,600,000 - Франция: 120,000                                               | - RIAA: 5× Платиновый - ARIA: 6× Платиновый - BPI: 2× Платиновый - BVMI: 3× Золотой - FIMI: Платиновый - IFPI AUT: Платиновый - IFPI SWI: Золотой - RMNZ: 2× Платиновый                                                        | The Fame            |
| «Bad Romance»                                                         | 2009 | 2              | 2              | 1              | 1              | 1              | 1              | 1              | 2              | 1              | 1              | 1              | - США: 5,900,000 - Канада: 160,000 - Франция: 250,000 - Великобритания: 1,050,000 | - RIAA: 11× Платиновый - ARIA: 11× Платиновый - BPI: 3× Платиновый - BVMI: 3× Золотой - FIMI: 2× Платиновый - IFPI AUT: 2× Платиновый - IFPI SWI: Платиновый - MC: Бриллиантовый - RMNZ: 4× Платиновый - SNEP: Платиновый      | The Fame Monster    |
| «Telephone» (при участии Бейонсе)                                     | 2010 | 3              | 3              | 3              | 3              | 3              | 3              | 2              | 3              | 3              | 2              | 1              | - США: 3,500,000 - Франция: 120,000 - Великобритания: 736,000                     | - RIAA: 5× Платиновый - ARIA: 8× Платиновый - BPI: 2× Платиновый - BVMI: Золотой - FIMI: Платиновый - IFPI AUT: Платиновый - IFPI SWI: Золотой - MC: 3× Платиновый - RMNZ: 2× Платиновый - SNEP: Золотой                       | The Fame Monster    |
| «Alejandro»                                                           | 2010 | 5              | 2              | 2              | 4              | 3              | 2              | 2              | 11             | 1              | 4              | 7              | - США: 2,630,000 - Франция: 130,000                                               | - RIAA: 4× Платиновый - ARIA: 4× Платиноый - BPI: Платиновый - BVMI: Платиновый - FIMI: 2× Платиновый - IFPI AUT: Платинвый - IFPI SWI: Платиновый - RMNZ: Платиновый - SNEP: Золотой                                          | The Fame Monster    |
| «Dance in the Dark»                                                   | 2010 | —              | 24             | —              | 88             | —              | —              | —              | —              | —              | —              | 89             | - США: 120,000                                                                    | - ARIA: Платиновый | The Fame Monster    |
| «Born This Way»                                                       | 2011 | 1              | 1              | 1              | 1              | 2              | 1              | 2              | 1              | 24             | 1              | 3              | - США: 4,300,000 - Франция: 100,000 - Великобритания: 726,000                     | - RIAA: 6× Платиновый - ARIA: 8× Платиновый - BPI: 2× Платиновый - BVMI: Платиновый - FIMI: Платиновый - IFPI AUT: 2× Платиновый - IFPI SWI: Платиновый - MC: 9× Платиновый - RMNZ: Платиновый                                 | Born This Way       |
| «Judas»                                                               | 2011 | 10             | 6              | 6              | 8              | 7              | 23             | 3              | 12             | 67             | 7              | 8              | - США: 1,000,000 - Франция: 70,000                                                | - RIAA: 2× Платиновый - ARIA: 2× Платиновый - BPI: Платиновый - FIMI: Золотой - IFPI AUT: Золотой - RMNZ: Платиновый | Born This Way       |
| «The Edge of Glory»                                                   | 2011 | 3              | 2              | 3              | 3              | 7              | 3              | 2              | 3              | 28             | 19             | 6              | - США: 3,000,000                                                                  | - RIAA: 4× Платиновый - ARIA: 5× Платиновый - BPI: Платиновый - BVMI: Золотой - FIMI: Платиновый - IFPI AUT: Платиновый - IFPI SWI: Золотой - RMNZ: Золотой                                                                    | Born This Way       |
| «Yoü and I»                                                           | 2011 | 6              | 14             | 8              | 10             | 98             | 21             | 19             | 5              | 172            | —              | 23             | - США: 2,400,000                                                                  | - RIAA: 3× Платиновый - ARIA: 2× платиновый - BPI: Серебряный - RMNZ: Золотой | Born This Way       |
| «The Lady Is a Tramp» (совместно с Тони Беннетт)                      | 2011 | —              | —              | —              | —              | —              | —              | 50             | —              | —              | —              | 188            |                                                                                   | | Duets II            |
| «Marry the Night»                                                     | 2011 | 29             | 80             | 13             | 11             | 50             | 17             | 34             | —              | 183            | —              | 16             | - США: 713,000                                                                    | - RIAA: Платиновый - ARIA: Платиновый - BPI: Серебряный | Born This Way       |
| «Applause»                                                            | 2013 | 4              | 11             | 6              | 4              | 3              | 5              | 2              | 7              | 25             | 17             | 5              | - США: 2,700,000 - Франция: 60,000 - Великобритания: 530,000                      | - RIAA: 4× Платиновый - ARIA: 3× Платиновый - BPI: Платиновый - BVMI: Золотой - FIMI: Платиновый - IFPI AUT: Платиновый - MC: 5× Платиновый - RMNZ: Платиновый                                                                 | Artpop              |
| «Do What U Want» (при участии Ар Келли)                               | 2013 | 13             | 21             | 10             | 3              | 8              | 14             | 3              | 12             | 141            | 17             | 9              | - США: 1,300,000 - Великобритания: 383,000                                        | - RIAA: Платиновый - ARIA: Платиновый - BPI: Золотой - BVMI: Золотой - FIMI: Платиновый - MC: Золотой - RMNZ: Золотой | Artpop              |
| «G.U.Y.»                                                              | 2014 | 76             | 88             | —              | —              | 92             | —              | 94             | —              | —              | —              | 115            |                                                                                   | | Artpop              |
| «Anything Goes» (совместно с Тони Беннетт)                            | 2014 | —              | —              | —              | —              | 178            | —              | 65             | —              | —              | —              | 174            | - США: 16,000                                                                     | | Cheek to Cheek      |
| «I Can't Give You Anything but Love, Baby» (совместно с Тони Беннетт) | 2014 | —              | —              | —              | —              | 173            | —              | 76             | —              | —              | —              | —              |                                                                                   | | Cheek to Cheek      |
| «Til It Happens to You»                                               | 2015 | 95             | —              | —              | 46             | 46             | —              | 31             | —              | —              | —              | 171            | - США: 71,000                                                                     | | Вне альбомный сингл |
| «Perfect Illusion»                                                    | 2016 | 15             | 14             | 21             | 17             | 1              | 31             | 5              | 31             | 75             | 38             | 12             | - США: 100,000                                                                    | - RIAA: Золотой - ARIA: Платиновый - BPI: Серебряный - FIMI: Золотой - MC: Золотой | Joanne              |
| «Million Reasons»                                                     | 2016 | 4              | 34             | 52             | 16             | 29             | 85             | 12             | 235            | —              | 71             | 39             | - США: 1,100,000                                                                  | - RIAA: 3× Платиновый - ARIA: 4× Платиновый - BPI: Платиновый - BVMI: Золотой - FIMI: 3× Платиновый - IFPI AUT: Платиновый - MC: Золотой - RMNZ: 2× Платиновый - SNEP: Платиновый                                              | Joanne              |
| «The Cure»                                                            | 2017 | 39             | 10             | 37             | 37             | 4              | 57             | 36             | —              | —              | 51             | 19             | - США: 407,215                                                                    | - RIAA: Платиновый - ARIA: 3× Платиновый - BPI: Золотой - FIMI: Платиновый - RMNZ: Золотой | Вне альбомный синл  |
| «Joanne»                                                              | 2017 | —              | —              | —              | —              | 45             | —              | —              | —              | —              | —              | 154            |                                                                                   | | Joanne              |
| «Shallow» (совместно с Брэдли Купером)                                | 2018 | 1              | 1              | 1              | 1              | 3              | 4              | 2              | 1              | 235            | 1              | 1              | - США: 1,287,000 - Канада: 134,000 - Великобритания: 224,000                      | - RIAA: 4× Платиновый - ARIA: 16× Платиновый - BPI: 6× Платиновый - BVMI: Платиновый - FIMI: 6× Платиновый - IFPI AUT: 5× Платиновый - IFPI SWI: 2× Платиновый - MC: 8× Платиновый - RMNZ: 9× Платиновый - SNEP: Бриллиантовый | A Star Is Born      |
| «Always Remember Us This Way»                                         | 2018 | 41             | 12             | 25             | 26             | 18             | 84             | 41             | 14             | —              | —              | 25             | - США: 248,000                                                                    | - RIAA: Платиновый - ARIA: 7× Платиновый - BPI: 2× Платиновый - BVMI: Золотой - FIMI: 2× Платиновый - IFPI AUT: 2× Платиновый - IFPI SWI: Золотой - RMNZ: 5× Платиновый - SNEP: Бриллиантовый                                  | A Star Is Born      |
| «I'll Never Love Again» (совместно с Брэдли Купером)                  | 2019 | 36             | 15             | 73             | 43             | 61             | —              | 61             | —              | —              | —              | 27             | - США: 226,000                                                                    | - RIAA: Платиновый - ARIA: Платиновый - BPI: Платиновый - FIMI: Платиновый - IFPI AUT: Золотой - RMNZ: Платиновый - SNEP: Бриллиантовый                                                                                        | A Star Is Born      |
| «Stupid Love»                                                         | 2020 | 5              | 7              | 17             | 7              | 36             | 21             | 15             | 23             | —              | 6              | 5              |                                                                                   | - RIAA: Платиновый - ARIA: 2× Платиновый - BPI: Платиновый - FIMI: Золотой - MC: 2× Платиновый - RMNZ: Золотой - SNEP: Платиновый                                                                                              | Chromatica          |
| «Rain On Me» (совместно с Арианой Гранде)                             | 2020 | 1              | 2              | 8              | 1              | 12             | 9              | 5              | 2              | 3              | 8              | 1              |                                                                                   | - RIAA: 2× Платиновый - ARIA: 5× Платиновый - BPI: 2× Платиновый - BVMI: Золотой - FIMI: Платиновый - MC: 6× Платиновый - RMNZ: 3× Платиновый - SNEP: Золотой                                                                  | Chromatica          |
| «911»                                                                 | 2020 | —              | 76             | —              | 85             | 141            | —              | 92             | —              | —              | —              | —              |                                                                                   | - ARIA: Золотой - FIMI: Золотой | Chromatica          |
| «Free Woman»                                                          | 2021 | —              | 75             | —              | 80             | 143            | —              | —              | —              | —              | 93             | —              |                                                                                   | | Chromatica          |
| «I Get a Kick Out of You» (совместно с Тони Бенноттом)                | 2021 | —              | —              | —              | —              | —              | —              | —              | —              | —              | —              | —              |                                                                                   | | Love for Sale       |
| «Love for Sale» (совместно с Тони Бенноттом)                          | 2021 | —              | —              | —              | —              | —              | —              | —              | —              | —              | —              | —              |                                                                                   | | Love for Sale       |
| «Hold My Hand»                                                        | 2022 | 49             | 29             | 32             | 25             | 32             | 72             | 57             | 33             | —              | 61             | 24             |                                                                                   | - ARIA: Платиновый - BPI: Золотой - FIMI: Платиновый - IFPI SWI: Платиновый - MC: Платиновый - RMNZ: Платиновый - SNEP: Бриллиантовый                                                                                          | Топ Ган: Мэверик    |
| «Bloody Mary»                                                         | 2022 | 41             | —              | 32             | 50             | 43             | 31             | 20             | —              | —              | 30             | 22             |                                                                                   | - ARIA: Платиновый - BPI: Золотой - FIMI: Платиновый - MC: Золотой - RMNZ: Золотой | Born This Way       |
| «Die with a Smile» (совместно с Бруно Марсом)                         | 2024 | 1              | 2              | 2              | 1              | 7              | 4              | 16             | 1              | 44             | 2              | 2              |                                                                                   | - ARIA: 4× Платиновый - BPI: 2× Платиновый - BVMI: Золотой - FIMI: Платиновый - IFPI SWI: Платиновый - MC: 4× Платиновый - RMNZ: 4× Платиновый - SNEP: Бриллиантовый                                                           | Mayhem              |
| «Disease»                                                             | 2024 | 27             | 39             | 52             | 28             | 66             | 70             | 53             | —              | 8              | 53             | 7              |                                                                                   | - BPI: Серебряный - MC: Золотой | Mayhem              |
| «Abracadabra»                                                         | 2025 | 13             | 12             | 5              | 12             | 13             | 4              | 28             | 13             | 1              | 8              | 3              |                                                                                   | - BPI: Серебряный - IFPI SWI: Золотой - MC: Золотой - SNEP: Золотой | Mayhem              |
| «—» сингл не попал в чарт страны или не был издан.                    |      |                |                |                |                |                |                |                |                |                |                |                |                                                                                   | |                     |

### Промосинглы
| 2008                                                  | «Beautiful, Dirty, Rich»                         | —  | —  | —  | —   | —  | —   | 83  | The Fame         |
| 2008                                                  | «Vanity»                                         | —  | —  | —  | —   | —  | —   | —   | без альбома      |
| 2008                                                  | «Christmas Tree» (при участии Space Cowboy)      | —  | —  | 79 | —   | —  | —   | —   | без альбома      |
| 2009                                                  | «Dance in the Dark»                              | —  | 24 | 88 | —   | —  | —   | 89  | The Fame Monster |
| 2011                                                  | «Hair»                                           | 12 | 20 | 11 | 12  | 14 | 9   | 13  | Born This Way    |
| 2013                                                  | «Venus»                                          | 32 | 31 | 19 | 9   | 13 | 20  | 176 | Artpop           |
| 2013                                                  | «Dope»                                           | 8  | 34 | 96 | 8   | 12 | 20  | 124 | Artpop           |
| 2014                                                  | «Nature Boy» (совместно с Тони Беннеттом)        | —  | —  | —  | —   | —  | —   | —   | Cheek to Cheek   |
| 2014                                                  | «Winter Wonderland» (совместно с Тони Беннеттом) | —  | —  | —  | —   | —  | —   | —   | без альбома      |
| 2016                                                  | «A-Yo»                                           | 66 | —  | 55 | 167 | —  | —   | 66  | Joanne           |
| 2017                                                  | «The Cure»                                       | 39 | 10 | 33 | 108 | 24 | 187 | 19  | без альбома      |
| 2018                                                  | «Your Song»(кавер песни Элтона Джона)            | —  | —  | —  | —   | —  | —   | —   | Revamp           |
| 2020                                                  | «Sour Candy» (совместно с Blackpink)             | 33 | 8  | 18 | 62  | 11 | 12  | 17  | Chromatica       |
| «—» песня не попала в чарт страны или не была издана. |                                                  |    |    |    |     |    |     |     |                  |

### Синглы при участии Леди Гаги
| Год                                                   | Название                                                                                   | Места в чартах | Места в чартах | Места в чартах | Места в чартах | Места в чартах | Места в чартах | Места в чартах | Продажи        | Альбом               |
| Год                                                   | Название                                                                                   | US             | AUS            | CAN            | FRA            | IRE            | NZ             | UK             | Продажи        | Альбом               |
| ----------------------------------------------------- | ------------------------------------------------------------------------------------------ | -------------- | -------------- | -------------- | -------------- | -------------- | -------------- | -------------- | -------------- | -------------------- |
| 2009                                                  | «Chillin» (Wale при участии Леди Гаги)                                                     | 99             | 29             | 73             | —              | 19             | —              | 12             |                | Attention Deficit    |
| 2009                                                  | «Video Phone» (Extended Remix) (Бейонсе при участии Леди Гаги)                             | 65             | 31             | —              | —              | —              | 32             | 58             | - США: 280,000 | I Am... Sasha Fierce |
| 2011                                                  | «3-Way (The Golden Rule)» (The Lonely Island при участии Джастина Тимберлейка и Леди Гаги) | —              | —              | —              | —              | —              | —              | —              |                | The Wack Album       |
| 2023                                                  | «Sweet Sounds of Heaven» (The Rolling Stones при участии Леди Гаги)                        | —              | —              | —              | —              | —              | —              | —              |                | Hackney Diamonds     |
| «—» песня не попала в чарт страны или не была издана. |                                                                                            |                |                |                |                |                |                |                |                |                      |

## Другие песни, вошедшие в чарты
| Год                                                   | Название                                           | Места в чартах | Места в чартах | Места в чартах | Места в чартах | Места в чартах | Альбом              |
| Год                                                   | Название                                           | US             | AUS            | CAN            | NZ             | UK             | Альбом              |
| ----------------------------------------------------- | -------------------------------------------------- | -------------- | -------------- | -------------- | -------------- | -------------- | ------------------- |
| 2008                                                  | «The Fame»                                         | —              | 73             | —              | —              | —              | The Fame            |
| 2008                                                  | «Starstruck» (при участии Space Cowboy и Flo Rida) | —              | —              | 74             | —              | 191            | The Fame            |
| 2009                                                  | «Monster»                                          | —              | 80             | —              | 29             | 68             | The Fame Monster    |
| 2009                                                  | «Speechless»                                       | 94             | —              | 67             | —              | 88             | The Fame Monster    |
| 2009                                                  | «So Happy I Could Die»                             | —              | —              | —              | —              | 84             | The Fame Monster    |
| 2009                                                  | «Teeth»                                            | —              | —              | —              | —              | 107            | The Fame Monster    |
| 2011                                                  | «Scheiße»                                          | —              | —              | —              | —              | 136            | Born This Way       |
| 2011                                                  | «Black Jesus + Amen Fashion»                       | —              | —              | —              | —              | 172            | Born This Way       |
| 2011                                                  | «Fashion of His Love»                              | —              | —              | —              | —              | 140            | Born This Way       |
| 2011                                                  | «The Queen»                                        | —              | —              | —              | —              | 150            | Born This Way       |
| 2011                                                  | «White Christmas»                                  | —              | —              | —              | —              | 87             | A Very Gaga Holiday |
| 2016                                                  | «Diamond Heart»                                    | —              | —              | —              | —              | 155            | Joanne              |
| 2016                                                  | «John Wayne»                                       | —              | —              | —              | —              | 180            | Joanne              |
| 2016                                                  | «Dancin' In Circles»                               | —              | —              | —              | —              | 186            | Joanne              |
| 2016                                                  | «Angel Down»                                       | —              | —              | —              | —              | 152            | Joanne              |
| 2018                                                  | «Look What I Found»                                | —              | 95             | —              | —              | —              | A Star Is Born      |
| 2018                                                  | «Is That Alright?»                                 | 63             | 96             | 85             | —              | —              | A Star Is Born      |
| 2020                                                  | «Alice»                                            | 84             | 59             | 78             | —              | 29             | Chromatica          |
| 2020                                                  | «Fun Tonight»                                      | —              | 91             | —              | —              | —              | Chromatica          |
| 2020                                                  | «Sine From Above» (при участии Элтона Джона)       | —              | 93             | —              | —              | —              | Chromatica          |
| «—» песня не попала в чарт страны или не была издана. |                                                    |                |                |                |                |                |                     |

## Видео

### Видеоальбомы
| Год  | Название |
| ---- | --- |
| 2010 | The Fame Monster: Video EP - Выпущен: 7 мая 2010 - Лейбл: Streamline, Kon Live, Cherrytree, Interscope - Формат: Цифровая дистрибуция |

### Музыкальное видео
| Название                                    | Год  | Другие участники клипа                 | Режиссёр                       |
| ------------------------------------------- | ---- | -------------------------------------- | ------------------------------ |
| «Just Dance»                                | 2008 | Колби О'Донис                          | Melina Matsoukas               |
| «Beautiful, Dirty, Rich»                    | 2008 | Нет                                    | Melina Matsoukas               |
| «Poker Face»                                | 2008 | Нет                                    | Ray Kay                        |
| «Don’t Give Up»                             |      | Натан Ферраро                          | нет информации                 |
| «Eh, Eh (Nothing Else I Can Say)»           | 2009 | Нет                                    | Joseph Kahn                    |
| «LoveGame»                                  | 2009 | Нет                                    | Joseph Kahn                    |
| «Chillin»                                   | 2009 | Wale                                   | Chris Robinson                 |
| «Paparazzi»                                 | 2009 | Нет                                    | Jonas Åkerlund                 |
| «Bad Romance»                               | 2009 | Нет                                    | Francis Lawrence               |
| «Video Phone» (Extended Remix)              | 2009 | Бейонсе                                | Hype Williams                  |
| «Telephone»                                 | 2010 | Бейонсе                                | Jonas Åkerlund                 |
| «Alejandro»                                 | 2010 | Нет                                    | Steven Klein                   |
| «Born This Way»                             | 2011 | Нет                                    | Nick Knight                    |
| «Judas»                                     | 2011 | Нет                                    | Lady Gaga и Laurieann Gibson   |
| «The Edge of Glory»                         | 2011 | Нет                                    | Haus of Gaga                   |
| «3-Way (The Golden Rule)»                   | 2011 | The Lonely Island и Джастин Тимберлейк | Akiva Schaffer и Jorma Taccone |
| «Yoü and I»                                 | 2011 | Нет                                    | Laurieann Gibson               |
| «The Lady Is a Tramp»                       | 2011 | Тони Беннет                            | Unjoo Moon                     |
| «Marry the Night»                           | 2011 | Нет                                    | Lady Gaga                      |
| «Applause»                                  | 2013 | Нет                                    | Inez and Vinoodh               |
| «G.U.Y. — An ARTPOP Film»                   | 2014 | Нет                                    | Lady Gaga                      |
| «Anything Goes»                             | 2014 | Тони Беннет                            | Nicole Ehrlich и Harvey White  |
| «I Can’t Give You Anything, But Love»       | 2014 | Тони Беннет                            | Nicole Ehrlich и Harvey White  |
| «But Beautiful»                             | 2014 | Тони Беннет                            | Nicole Ehrlich и Harvey White  |
| «It Don’t Mean a Thing»                     | 2014 | Тони Беннет                            | Nicole Ehrlich и Harvey White  |
| «Til It Happens to You»                     | 2015 | Нет                                    | Catherine Hardwicke            |
| «Perfect Illusion»                          | 2016 | Нет                                    | Ruth Hogben и Andrea Gelardin  |
| «Million Reasons»                           | 2017 | Нет                                    | Ruth Hogben и Andrea Gelardin  |
| «John Wayne»                                | 2017 | Нет                                    | Jonas Åkerlund                 |
| «Joanne (Where Do You Think You’re Goin'?)» | 2018 | Нет                                    | Ruth Hogben и Andrea Gelardin  |
| «Shallow»                                   | 2018 | Брэдли Купер                           | нет информации                 |
| «Look What I Found»                         | 2018 | Нет                                    | нет информации                 |
| «I’ll Never Love Again»                     | 2018 | Нет                                    | нет информации                 |
| «Always Remember Us This Way»               | 2018 | Нет                                    | нет информации                 |
| «Stupid Love»                               | 2020 | Нет                                    | Daniel Askill                  |
| «Rain On Me»                                | 2020 | Ариана Гранде                          | Роберт Родригес                |
| «911»                                       | 2020 | Нет                                    | Тарсем Сингх                   |

"Disease"                                  2024